# Melhania beguinotii
Melhania beguinotii är en malvaväxtart som beskrevs av Georg Cufodontis. Melhania beguinotii ingår i släktet Melhania och familjen malvaväxter. Inga underarter finns listade i Catalogue of Life.